# Royal Holloway, University of London
Royal Holloway and Bedford New College bekend als Royal Holloway, University of London, is een universiteit in Egham, Engeland. De universiteit, gesitueerd op ongeveer 30 km van het centrum van Londen, is een college van de federatieve Universiteit van Londen en heeft ongeveer 10.000 studenten.
Royal Holloway College werd gesticht door de ondernemer Thomas Holloway als een universiteit voor vrouwen, en was een van de eerste plaatsen in Engeland waar vrouwen konden studeren. Het predicaat royal (koninklijk) werd in 1886 toegekend door koningin Victoria en nog steeds onderhoudt de universiteit hechte banden met het Britse koningshuis. In 1945 werden voor het eerst ook mannen toegelaten, eerst als promovendi, en sinds 1963 ook als student. In 1985 fuseerde Royal Holloway College met Bedford College, ook gesticht als een universiteit voor vrouwen, om samen Royal Holloway and Bedford New College te vormen.
De Royal Holloway campus ligt in een parkachtig landschap. Het centrale gebouw op de campus is het Founder's Building, gebouwd door Thomas Holloway en ontworpen door William Henry Crossland. Het ontwerp is geïnspireerd op het kasteel van Chambord, een van de kastelen aan de Loire in Frankrijk. Het gebouw wordt beschouwd als een van de mooiste universiteitsgebouwen ter wereld.

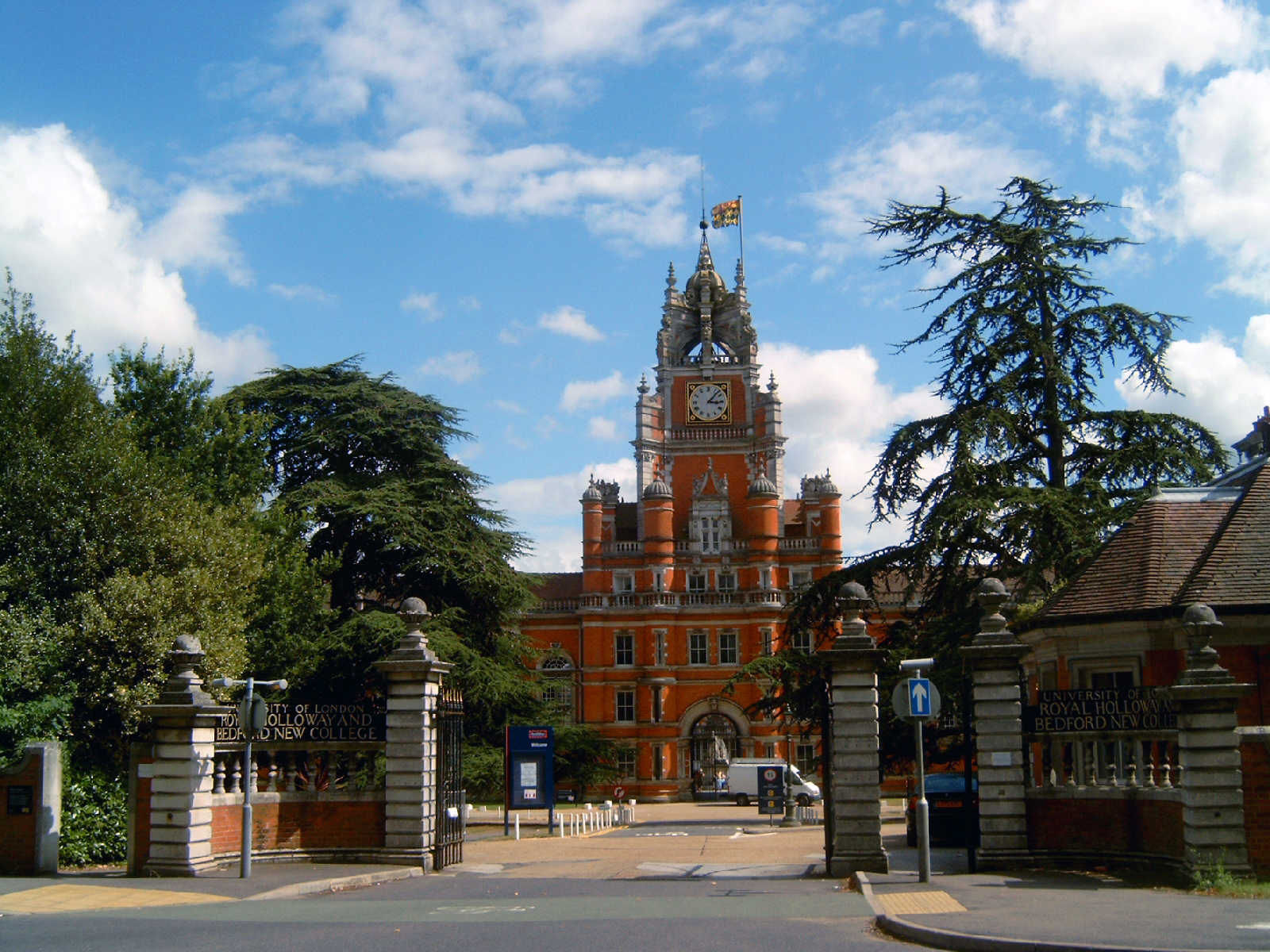
Hoofdingang met Founder's Building.

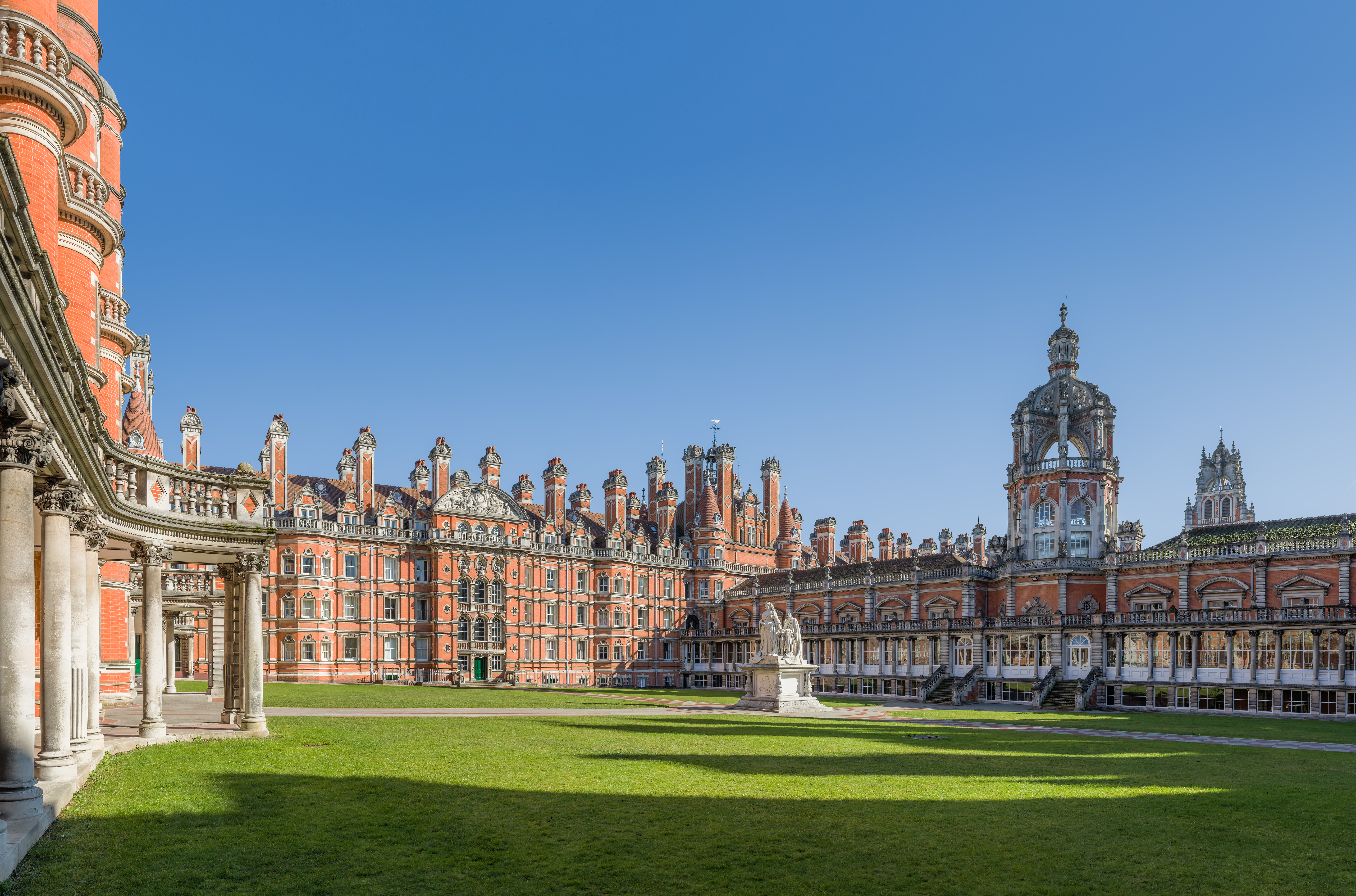
Founder's Building met in het midden een standbeeld van koningin Victoria.

De universiteit is in Nederland onder andere bekend vanwege de Information Security Group (en) . Dit onderzoeksinstituut voerde in 2008, in opdracht van het Ministerie van Infrastructuur en Waterstaat, een contra-expertise onderzoek uit naar de veiligheid van de OV-chipkaart. Daarnaast begon dit instituut in 1992, als eerste ter wereld, met het aanbieden van masteropleidingen op het gebied van informatiebeveiliging. De universiteit ontving voor haar pionierende rol binnen dit vakgebied een koninklijke onderscheiding van de Britse koningin Elizabeth II.
Royal Holloway staat hoog aangeschreven en plaatst zich onder de beste 20 universiteiten in het Verenigd Koninkrijk en 129e in de wereld.

## Bekendealumnien medewerkers
Enkele bekende medewerkers and alumni:
- Catherine Ashton - Hoge vertegenwoordiger van de Unie voor Buitenlandse Zaken en Veiligheidsbeleid (Europese Unie)
- Julia Bastin - Taalkundige en mediëviste
- John Bercow - Politicus en voormalig Speaker (voorzitter) van het Lagerhuis
- Elizabeth Blackwell - Dokter en abolitioniste
- William Gilbert Chaloner - Paleobotanicus
- Ivy Compton-Burnett - Auteur
- Emily Davison - Suffragette
- Whitfield Diffie - Cryptograaf en ontvanger van de Turing Award
- George Eliot - Auteur
- Else Marie Friis - Botanica
- John Fowles - Romanschrijven en essayist
- Harold Munro Fox - Zoöloog
- Alma Haas - Pianiste en muziekpedagoge
- Pieter Harting - Filoloog
- Jean Hanson - Biofysicus
- Lenny Henry - Acteur en standupcomedian
- Wilfrid Hodges - Wiskundige
- Alison Jaggar - Filosoof
- Hans Kamp - Filosoof en linguïst
- Manfred Max-Neef - Econoom
- Andrew Motion - Dichter
- Kyriacos Costa Nicolaou - Scheikundige
- Zelia Nuttall - Archeologe en antropologe
- Dick Pels - Socioloog
- Roger Penrose - Ontvanger van de Nobelprijs voor de natuurkunde (2020)
- Helen Kemp Porter - Biochemicus
- Susan Stebbing - Filosoof
- Beatrice Shilling - Luchtvaarttechnica
- Mark Strong - Filmacteur
- KT Tunstall - Zangeres en songwriter